# Manuel C. Widmer

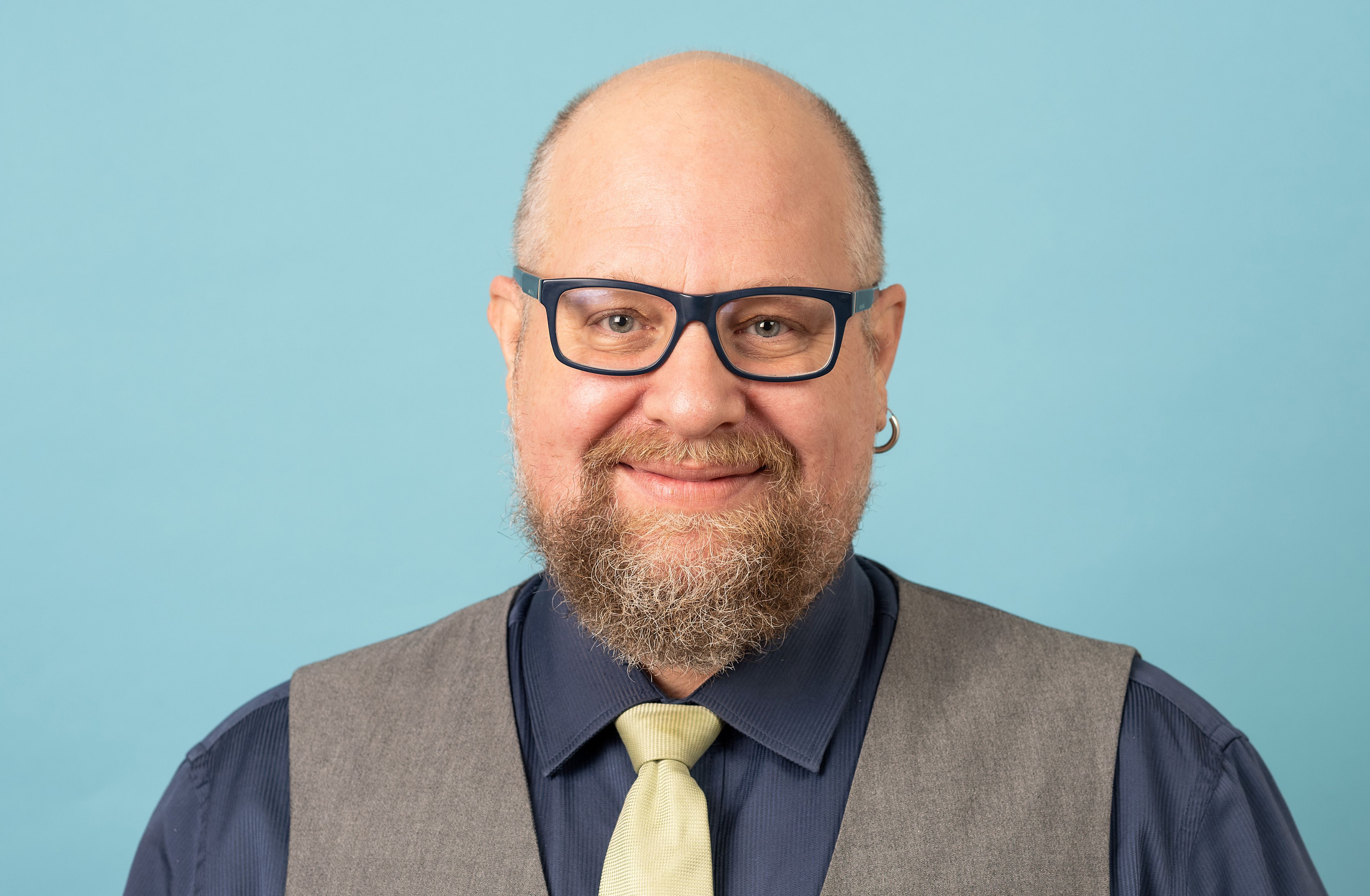
Manuel C. Widmer (2022)

Manuel C. Widmer (* 10. Juli 1968; heimatberechtigt in Bern; bürgerlich Manuel Claudio Widmer, auch bekannt unter dem Kürzel "MCW") ist ein Schweizer Primarlehrer und Politiker (Grüne bzw. GFL Bern).

## Leben
Manuel C. Widmer wuchs in der Stadt Bern auf. Er ist ein Enkel des Fotografen Hans Steiner. Widmer ist ausgebildeter Primarlehrer und unterrichtet als Klassenlehrer der 5. und 6. Klasse an der Schule Tscharnergut in Bern. Zudem tritt er als DJ plattenleger mcw auf. Er lebt in Bern. Widmer ist Angehöriger der Gesellschaft zu Mittellöwen in Bern.

## Politik
Widmer war von 2009 bis Anfang 2023 Mitglied des Stadtrates (Legislative) der Stadt Bern. Er war von 2011 bis 2020 Mitglied der Aufsichtskommission, der er 2015 als Präsident vorstand. Seit 2018 ist er Mitglied des Büros des Stadtrates; 2022 stand er dem Stadtrat als Präsident vor. 2022 wurde er in den Grossen Rat des Kantons Bern gewählt, wo er in der Geschäftsprüfungskommission Einsitz hat.
Widmer war von 2004 bis 2012 Vorstandsmitglied und von 2007 bis 2011 Präsident der GFL Stadt Bern. Er ist Mitglied der pädagogischen Kommission und Präsident der Regionalkonferenz Bern von Bildung Bern.